# آنتونیو یژینا
آنتونیو یژینا (کرواتی: Antonijo Ježina؛ زادهٔ ۵ ژوئن ۱۹۸۹) بازیکن فوتبال اهل کرواسی است.
از باشگاه‌هایی که در آن بازی کرده‌است می‌توان به باشگاه فوتبال ایسترا ۱۹۶۱ و باشگاه فوتبال دینامو زاگرب اشاره کرد.
وی همچنین در تیم‌های ملی فوتبال زیر ۲۰ سال کرواسی، زیر ۲۱ سال کرواسی، و کرواسی بازی کرده‌است.